# Lina Al-Tarawneh
Lina Nayel Al-Tarawneh (Qatar, 2000) is een Jordaans-Qatarees klimaatactiviste.

## Activisme
Lina Al-Tarawneh heeft de Jordaanse nationaliteit en werd geboren in Qatar. Ze woont in Doha en studeert "medicijnen" aan de Qatar University.
In 2015 maakte ze met haar ouders een trip naar Al Khor Island, ook gekend als Purple Island, circa 50 kilometer ten noorden van Doha. Daar zag ze voor de eerste maal de mangroven. Ze werd verliefd op de mooie streek en ontdekte dat weinig mensen in Qatar deze streek kenden. Ze zag ook dat er heel veel zwerfafval lag en besloot daar iets aan te doen. In oktober 2016 deed Al-Tarawneh een aanvraag en won zij een wedstrijd genaamd de Harvard Social Innovation Collaborative Global Trailblazer. Het programma gaf vijf jonge ondernemers van over de hele wereld de kans om hun ideeën te presenteren op de jaarlijkse Igniting Innovation Summit on Social Entrepreneurship op de Harvard-universiteit. Samen met haar oudere zus Dina richtte ze in 2017 de ngo Green Mangroves op. Na het ontvangen van een subsidie van US$ 15.000 van de Ford Motor Company in 2017 kon ze investeren in de ngo, onder andere door de aankoop van kajaks. De organisatie organiseert kajaktrips met de bedoeling zwerfvuil te ruimen.
United Nations Academic Impact en Millennium Campus Network werkten in 2020 samen aan de Millennium Fellowship waarbij op drie maanden tijd 15.159 jonge leiders zich aanmeldden om deel te nemen aan de Class of 2020 op 1.458 campussen in 135 landen. 80 campussen wereldwijd werden geselecteerd om de 1.000+ Millennium Fellows te ontvangen. Lina Al-Tarawneh werd gekozen als campusdirecteur van de universiteit van Qatar met haar Millennium Fellowship Project: The Sustainable Wardrobe (voorheen: The Slow Wardrobe) over duurzame kleding. Ze naait haar eigen kleding met linnen stoffen, die afkomstig zijn van vlas en biologisch afbreekbaar zijn.
Al-Tarawneh was een van de 26 jonge klimaatactivisten over de hele wereld die werden geëerd als #SolvingIt26 van Doha Debates op de Pre-COP26-conferentie van Youth4Climate in Milaan, de voorloper van de 26e VN-conferentie over klimaatverandering in Glasgow in november 2021.
Al-Tarawneh geeft lezingen om mensen te leren hoe ze plasticvrij kunnen leven en werkt verder aan een duurzaam kledinginitiatief.